# Artabanus III
Artabanus III (w formie partyjskiej Ardawan, 𐭍𐭐𐭕𐭓) – partyjski książę, który rywalizował ze swoim bratem Pakorusem II (rządzącym w latach 78–110) o koronę państwa Partów latach 79/80-81. Roszczenie Artabanusa III do tronu miało niewielkie poparcie w Imperium Partyjskim, z wyjątkiem Babilonii. Najbardziej znaczącym działaniem Artabanusa III było udzielenie pomocy rzymianinowi podającemu się za Nerona, o imieniu Terentius Maximus. Artabanus III początkowo zgodził się udzielić Terentiusowi Maximusowi pomocy wojskowej w celu przejęcia Rzymu, dopóki nie dowiedział się o prawdziwej tożsamości oszusta. Mennice Artabanusa III zniknęły po 81, co sugeruje, że Pakorus II go pokonał. 